# 弗里德里克·布里翁

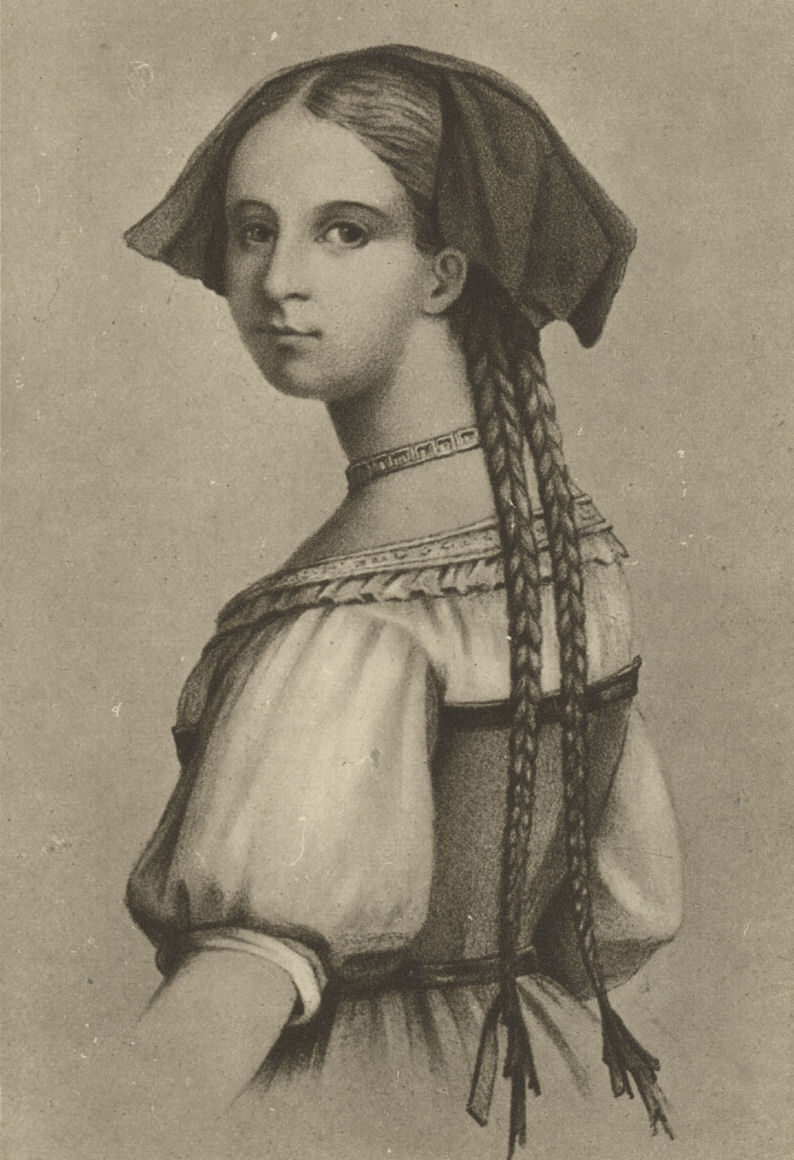
弗里德里克·布丽翁

弗里德里克·布丽翁（法語：Frédérique Brion，可能于1752年4月19日出生于法国阿尔萨斯地区；1813年4月3日卒于德国迈森海姆)，是阿尔萨斯地区一个牧师的女儿，她曾经与歌德产生过一次短暂却热烈的爱情。

## 生平
弗里德里克的生日一直受质疑，因为有关于她的教区记事录在法国大革命的时候被损坏了。她在布丽翁夫妇的牧师家庭中幸存的五个孩子中排老三。1760年圣马丁节时，她的父亲雅各布·布里翁（Jakob Brion）在法国塞瑟奈姆接受了乡村牧师的职位。
她们这个好客的牧师家庭经常接待一些年轻人，当时在斯特拉斯堡学习法律的来自法兰克福的大学生约翰·沃尔夫冈·冯·歌德便是其中之一。1770年秋天，歌德和好友在斯特拉斯堡周围地区漫游时，第一次走进位于它东北40公里处的这个小村庄塞森海姆。而这次郊游却成就了文学史上最著名的一次爱情小插曲。

在与弗里德里克第一次会面后，歌德这样记述：
|  | “在那一时刻，她真实地出现在门口；在这个乡村的天空里仿佛真切地升起了一颗大众喜欢的明星。”然后又写道：“她苗条而轻盈，仿佛什么都没有穿，她走起路来时，两条又粗又长的棕色辫子把脖子衬托得格外稚嫩。她那蓝色而明亮的目光四处张望……仿佛世间的一切烦恼都可以不存在；草帽挂在她的臂膀上，第一次同她见面，我一下子就能够看到并认识她的优雅与可爱，这对我来说真是个莫大的愉快。” |

在接下来的几个月内，歌德多次快乐地骑马来到塞森海姆，他在布里翁家呆的时间也越来越长。他和弗里德里克曾经在别人不注意的时候一起在附近漫游，一起划船去在当时还十分宽阔的莱茵河草地，拜访弗里德里克的朋友。到了第二年，这个小地方对于歌德而言，成了“世界的中心”。
这种无尽的幸福感使歌德写诗的兴趣大增，他许久不曾有的灵感此时又回来了。1771年春天他创作了一系列的诗歌，有时候他把它们用彩色带子装点起来送给心上人；这些“塞森海姆之歌”成为了“狂飙突进运动”的开始，并且一举奠定了歌德抒情诗人的声望。在这其中包括著名的诗篇《欢送与告别》、《五月之歌》、《野玫瑰》。

可是他们的恋爱关系却没有维持很久。早在1771年夏季初的时候，歌德，这个曾经把自己不安的灵魂与教堂塔顶测风向的假公鸡作比较的诗人，决定结束这场恋爱。1771年8月7号，他在返回家乡法兰克福之前与弗里德里克见了最后一面：“当我从马上再次和她牵手时，她的泪在眼中打转，我的情绪也十分低落。”一周以后，他就离开了“奇妙的阿尔萨斯”。直到他回到法兰克福的时候才给弗里德里克写了一封信，正式解除了他们的关系。弗里德里克的回信
|  | “撕碎了我的心(；我一直有这种感觉，我想念她，而且更糟糕的是，我无法原谅我自己的过错(……)。这是我第一次犯错误；－－可是最终还是分开了。” |

　
歌德后来至少返回了塞森海姆的农庄一次，也就是1779年在去瑞士的旅行中。有一些未经证实的资料还提到，歌德于1782年还曾经在弗里德里克的姐姐玛丽亚·萨洛梅亚（Maria Salomea）与出生于斯特拉斯堡的硕士戈特弗里德·马尔克斯（Gottfried Marx）结婚之时又一次来拜访。马尔克斯直接成为迪尔斯堡（Diersburg）的牧师。
1772年夏天，诗人伦茨（Jakob Michael Reinhold Lenz）开始追求正陷于失恋痛苦的弗里德里克：你如今在哪里，令我难忘的姑娘，你如今在哪里歌唱？田野在何处欢笑？拥有你的小镇在何处欢腾？
可是她却终身未婚，并且直到1787年他父亲去世之时一直生活在他父母家(一年以前她母亲就已经过世了)。然后，她和她的妹妹索菲娅一起搬到位于罗德豪(Rothau)基督教牧区的哥哥克里斯蒂安那里。
姐妹俩在他提升之后也一直住在这里。姐妹俩靠出售纱线，石器和陶器物品以及手工艺品来维持生计，并且有时候还领取为来自塞森海姆和周边地区的女孩建立的抚恤金。这些女孩本应该在罗特豪为他们建立的中学学习法语。
1801年，弗里德里克为了照顾生病的姐姐迁居到Diersburg的牧师公馆，后来除了偶尔中断以外便一直住在那里。后来她也跟随着他家在1805年来到迈森海姆。1807年，她姐姐去世。弗里德里克依然跟她的姐夫在一起生活。可她自己身体也不太健康。从1813年开始她不得不请求妹妹索菲娅照顾自己。她最后于1813年4月3号去世，然后于4月5日被安葬在迈森海姆的墓地。今天人们在那里还能看到的墓碑出自Bildhauer Wilhelm Hornberger之手，它于1866年才在年久失修的公墓中建立起来。在这一年的8月19日，盖斯勒作了庄严的讲话。墓碑上写着路德维希.埃卡德的诗行：“烈日的光芒照耀着她，如此强烈，使她不朽。”